# Bud Collins
Arthur Worth "Bud" Collins, född 17 juni 1929 i Lima i Ohio, död 4 mars 2016 i Brookline i Massachusetts, var en amerikansk journalist och tennisspelare, känd för sina "encyklopediska" kunskaper om tennisspelets historia och personligheter. Han upptogs 1994 i  International Tennis Hall of Fame.
Efter tjänstgöring i den amerikanska armén påbörjade Collins 1954 sin utbildning till journalist vid Boston University. Han fick sedan anställning vid Boston Herald som sportskribent. År 1963 flyttade han till the Boston Globe och började samtidigt att kommentera tennis i televisionen för Boston's PBS outlet, WGBH. Perioden 1968-72 arbetade han för CBS med att kommentera US Open. Från 1972 ansvarade han för tennissändningarna på NBC och blev särskilt känd för utformningen av täckningen av Wimbledonmästerskapen och Franska öppna. 
Collins skrev tre böcker: "The Education of a Tennis Player" (tillsammans med Rod Laver, 1971), "Evonne! On the Move" (tillsammans med Evonne Goolagong Cawley, 1974) och memoarerna, "My Life With the Pros" (1989). Han gav också ut tre upplagor av the Hall of Fames tennisencyklopedi och har också publicerat "The Bud Collins Modern Encyclopedia of Tennis (1993). 
Förutom sportartiklar skrev han också artiklar inom flera andra områden som resor och krigsskildringar. Han var också en skicklig tennisspelare och spelade bland annat final i seniordubbel i Franska öppna 1975 tillsammans med den legendariske australiske spelaren Jack Crawford.